# Simon Doonan
Simon Doonan (* 1952 in Reading, Berkshire, England) ist ein britischer Modedesigner, Autor und Fernsehmoderator.

## Leben
Doonan absolvierte eine Ausbildung zum Modedesigner und dekorierte insbesondere die Ausstellungsfenster von Modegeschäften in Reading und in London. 1978 zog er von England nach Kalifornien. Doonan arbeitete unter anderem für das US-amerikanische Modeunternehmen Barneys in dessen Verkaufsgeschäft in New York City.
In verschiedenen britischen und US-amerikanischen Fernsehshows erschien er als Fernsehmoderator und Gast. In der Fernsehshow  Iron Chef America war er als Jurymitglied vertreten. In der US-amerikanischen Ausgabe America’s Next Top Model war er mehrfach Gast zur Stylingberatung der Kandidaten.  Doonan schrieb als Autor mehrere Werke. 2008 heiratete Doonan seinen langjährigen Lebensgefährten, den US-amerikanischen Modedesigner Jonathan Adler, in San Francisco.

## Werke (Auswahl)
- 2001: Confessions of a Window Dresser: Tales from the Life of Fashion, ISBN 0-14-100362-6
- 2005: Wacky Chicks: Life Lessons from Fearlessly Inappropriate and Fabulously Eccentric Women, Simon & Schuster ISBN 0-7432-5789-8
- 2005: Beautiful People (erschien auch unter dem Titel Nasty: My Family and Other Glamorous Varmints), ISBN 978-0-00-726954-9
- 2008: Eccentric Glamour: Creating an Insanely More Fabulous You, Simon & Schuster ISBN 1-4165-3543-8
- 2012: Gay Men Don't Get Fat, Blue Rider Press ISBN 978-0-399-15873-5